# Ladies Professional Golf Association
La Ladies Professional Golf Association (LPGA) est une organisation américaine féminine de golf professionnel créé en 1950. Elle régie le circuit nommé « le LPGA Tour » qui est le circuit féminin hégémonique du golf mondial. Son siège se situe à Daytona Beach en Floride (États-Unis).
Ce circuit se déroule principalement aux États-Unis mais avec la tenue de tournois sur d'autres continents. D'autres circuits professionnels existent de par le monde mais n'ont pas la même aura et importance que le circuit « LPGA Tour » tels que le Ladies European Tour (circuit européen), le LPGA of Korea Tour (circuit sud-coréen) et le LPGA of Japan Tour (circuit japonais)
En 2024, la saison du « LPGA Tour » est organisée autour d'environ une trentaine de tournois classés par catégorie d'importance entre les cinq tournois majeurs et tous les autres tournois réguliers. A l'issue d'une saison, les joueuses sont classées en fonction des gains cumulés (« money list ») et plusieurs titres sont attribués dont le plus prestigieux est le « LPGA Player of the Year » attribué par la LPGA au regard d'une synthèse des gains cumulés et des victoires.

## Histoire

### Les années 1920: premiers signes de professionnalisation du golf féminin aux États-Unis
Le golf est l'héritage des vestiges de la société victorienne avec ses codes et ses restrictions. Ainsi, pendant longtemps, les femmes se heurtent au monde masculin et au professionnalisme. Elles ne peuvent pas intégrer le PGA of America et n'occupent pas de travail dans les clubs de golf privés ou au sein des magasins de sports. Les premiers signes de professionnalisation du golf féminin aux États-Unis apparaissent dans les années 1920 avec la signature de golfeuses avec un équipementier pour l'équiper, comme la pionnière Helen MacDonald avec Hillerich & Bradsby en 1924 suivie de Bessie Fenn et May Dunn.

### Les années 1930: arrivée du professionnalisme et de Babe Didrikson

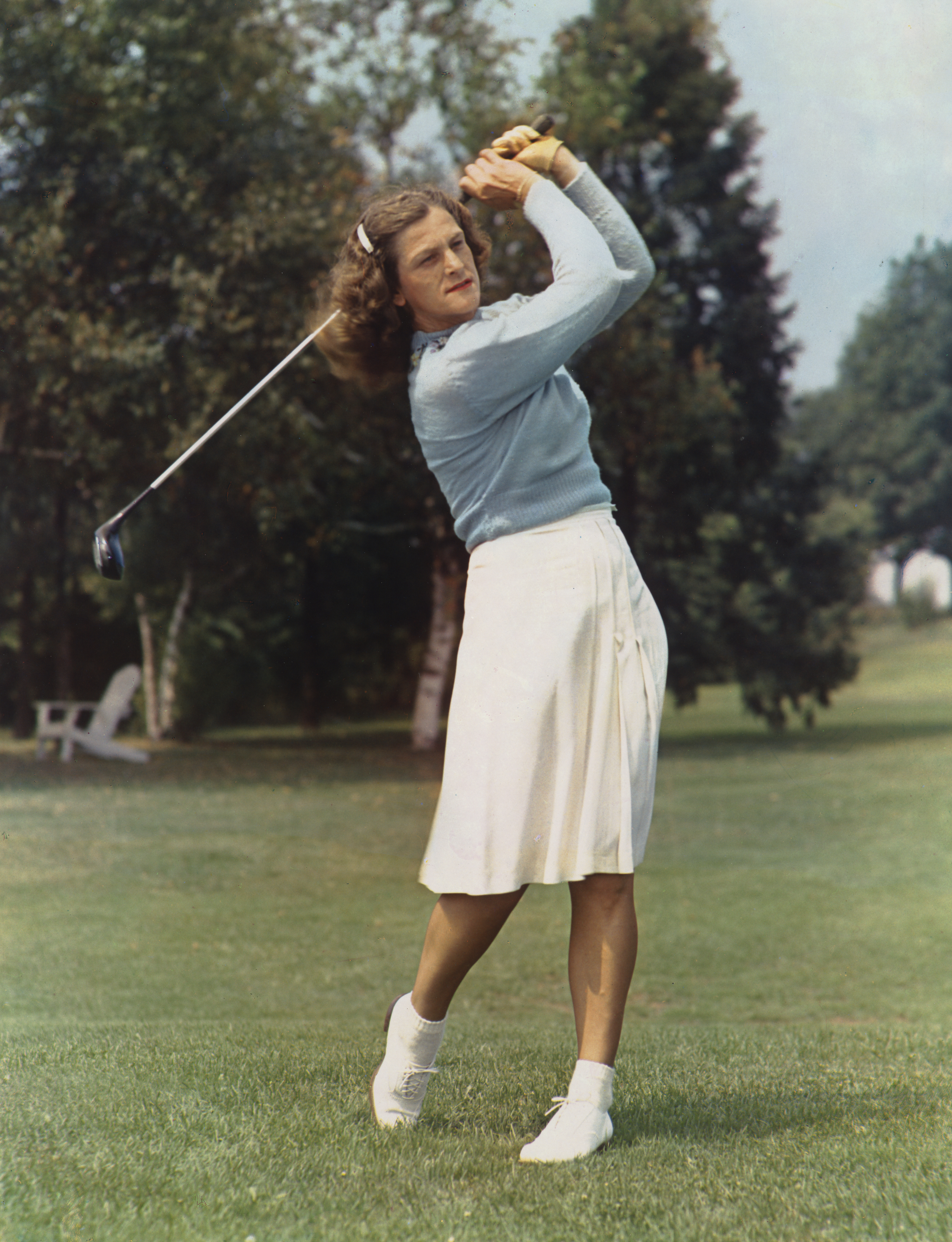
La double-championne olympique Babe Didrikson, plus tard connue sous le nom de Babe Zaharias, met en lumière le golf féminin en choisissant de l'intégrer professionnellement en 1934.

Dans les années 1930, la première golfeuse professionnelle liée par un contrat est Helen Hicks, qui travaille pour la société Wilson Sporting Goods, suivie d'Opal Hill, Helen Dettweiler et Patty Berg. Mais le grand coup d'éclat du golf féminin professionnel est le choix de la double-championne olympique du 80 mètres-haies et du javelot, détentrice de records mondiaux d'athlétisme, la populaire Babe Didrikson (plus tard connue sous le nom de Babe Zaharias à la suite de son mariage) qui décide de se lancer dans le golf au lendemain de sa réussite olympique en 1932. Deux ans plus tard en 1934 à l'instar d'Hicks, elle contracte avec Wilson Goods Company et effectue de nombreuses tournées d'exhibition à travers les États-Unis pour promouvoir le golf avec Gene Sarazen.
La mise en place de tournois professionnels fut en revanche plus lente, avec à la fin des années 1930 la création Western Open remporté pour la première fois par une professionnelle en 1937 par Helen Hicks, et le Championnat Titleholders, créé en 1937 dont les trois premières éditions de 1937 à 1939 ont été gagnés par Patty Berg. La première dotation financière dans un tournoi féminin est réalisée à l'occasion du Western Open de 1941.

### 1944-1948: vestige de la première tentative d'un circuit féminin
En 1944, une association composée uniquement de golfeuses à initiative d'Ellen Griffin, Betty Hicks et Hope Seignious, et nommée la « Women's Professional Golf Association » (WPGA), est créée avec pour objectif de promouvoir et de créer un circuit féminin professionnel,. Elle se heurte alors à une forte résistance des organisations amateures de golf féminin qui incitent les propriétaires des parcours de golf à refuser les évènements liés à la WPGA. De plus, les organisations masculines et les entreprises sportives n'apportent aucun soutien à ce mouvement et le rejettent : l'une des réponses est le refus du PGA Tour à une fusion de ce circuit en son sein. Toutefois, parmi les succès de ce circuit se trouve la création de l'Open américain qui aujourd'hui est un tournoi majeur et l'un des grands évènements de golf féminin. En 1947, des tensions entre les golfeuses sous contrats avec des équipementiers et des joueuses de ce tournoi apparaissent sur la question de la rémunération, les premières préférant des contrats, les secondes d'être rémunérées au regard des performances aux tournois. Ainsi cette organisation disparaît.

### 1949: création de la Ladies Professional Golf Association par treize pionnières
En 1948, la société Wilson Sporting Goods et son directeur Lawrence Blaine Icely, avec qui Zaharias et Berg sont liés, relancent l'idée d'un circuit féminin aux États-Unis et nomment Fred Corcoran, ancien employé du PGA Tour, comme directeur de ce circuit,. Ce dernier change le terme « Women » pour le remplacer par « Ladies » pour éviter un procès lié à la précédente association existante et nomme l'association la « Ladies Professional Golf Association ». Celle-ci est créée en mai 1949 avec l'adhésion de treize golfeuses professionnelles américaines - Alice Bauer, Marlene Bauer, Patty Berg, Bettye Danoff, Helen Dettweiler, Helen Hicks, Opal Hill, Betty Jameson, Sally Sessions, Marilynn Smith, Shirley Spork, Louise Suggs et Babe Zaharias - actant la création de cette association et d'un circuit annuel nommé « le LPGA Tour » qui démarre le 19 janvier 1950 à Tampa en Floride. Ce premier tournoi est remporté par l'amateure Polly Riley. Le second tournoi en mars 1950, le Championnat Titleholders, reçoit la qualité de tournoi majeur et celui-ci est remporté par la professionnelle Babe Zaharias.

### Les années 1950 et 1960: le LPGA pérennise son circuit

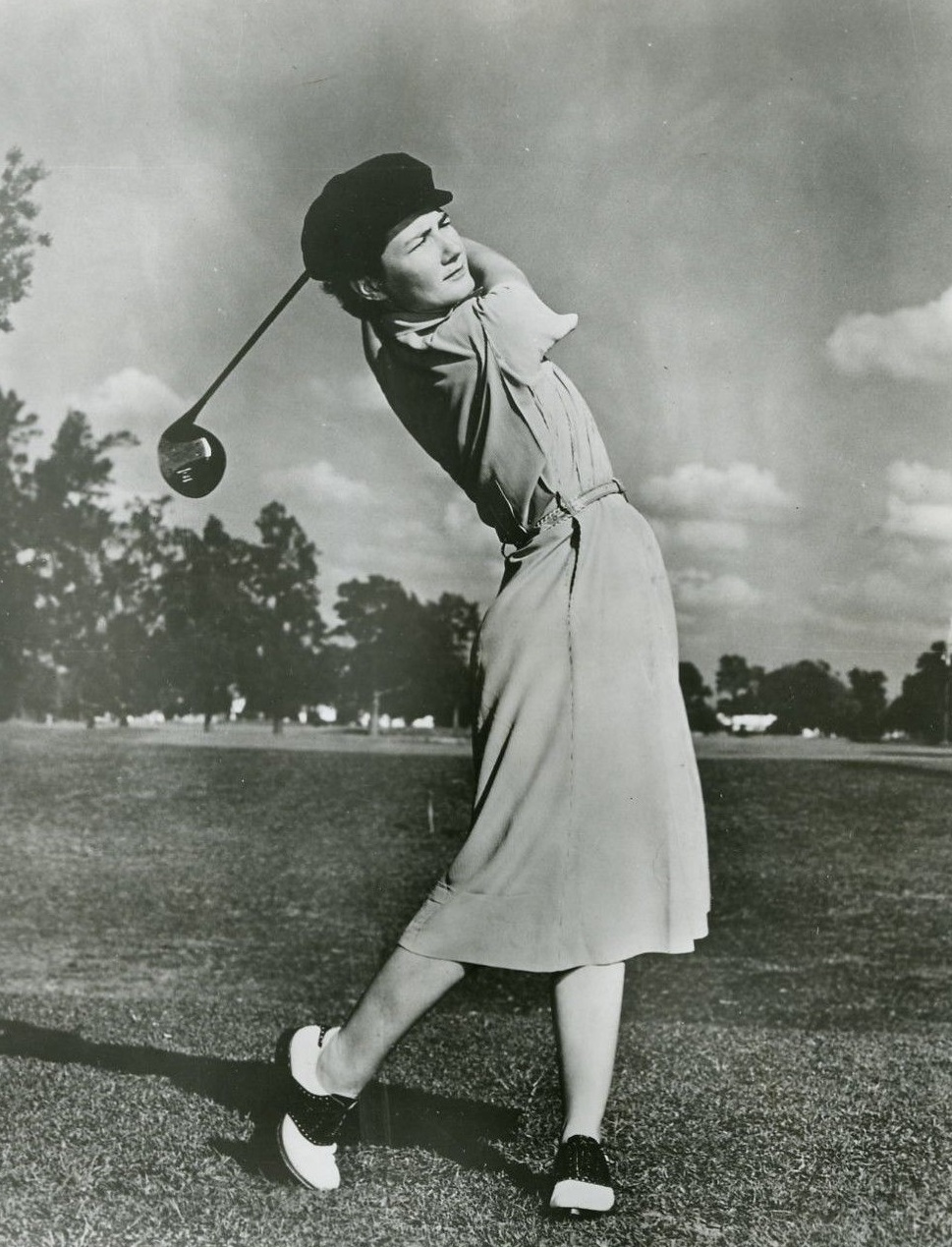
L'Américaine Louise Suggs, avec onze tournois majeurs remportés, marque de son empreinte les premières années de la LPGA.

Conscientes que le sport féminin a un long chemin à faire, les membres de la LPGA n'exigent pas de trop fortes dotations sur les tournois avec l'objectif de pérenniser ce projet. Le circuit doit son succès les premières années aux personnalités de ses joueuses avec Babe Zaharias en premier lieu, mais également Patty Berg (première présidente), Peggy Kirk, Louise Suggs ou encore Betsy Rawls, et un calendrier stable. Le circuit intègre une vingtaine de tournois annuels et en désigne à son origine trois comme tournois majeurs liés à des raisons historiques : le Western Open remporté pour la première fois par une professionnelle en 1937 Helen Hicks, le Championnat Titleholders créé pour les professionnelles en 1937 et l'Open américain héritage de la précédente tentative d'organisation professionnelle. Au côté du classement des gains désignant la meilleure joueuse officieusement, le trophée Vare est créé en 1953 sur initiative de Jameson en récompensant la golfeuse avec la plus basse moyenne de coups par parcours à la fin de chaque saison.
Dans ces années 1950, tous les tournois se disputent aux États-Unis à l'exception de l'Open de la Havane à Cuba entre 1956 et 1958, et hormis l'Uruguayenne Fay Crocker, seules des Américaines s'y imposent.
Dans les années 1960, le LPGA Tour a trouvé son rythme de croisière et poursuit son développement, deux nouveaux trophées font leurs apparitions avec celui de la meilleure débutante en 1962 puis, plus prestigieux, de la « Meilleure joueuse de la LPGA » en 1966. Le circuit voit également à partir de 1963 l'arrivée des retransmissions télévisuelles. Sportivement, Mickey Wright puis Kathy Whitworth dominent outrageusement le circuit durant dix années face à Carol Mann et Sandra Haynie, et il voit la participation de plus en plus de golfeuses non américaines. Outre l'exploit de l'amateure Catherine Lacoste lors de sa victoire à l'Open américain en 1967, d'autres golfeuses étrangères intègrent durablement ce circuit à l'image de la Canadienne Sandra Post ou de l'Australienne Margie Masters, phénomène qui se développera de plus en plus les années suivantes. Les dotations augmentent de manière régulière, certes loin de celles pratiquées sur le circuit masculin du PGA Tour.

### Virage plus professionnel dans les années 1970

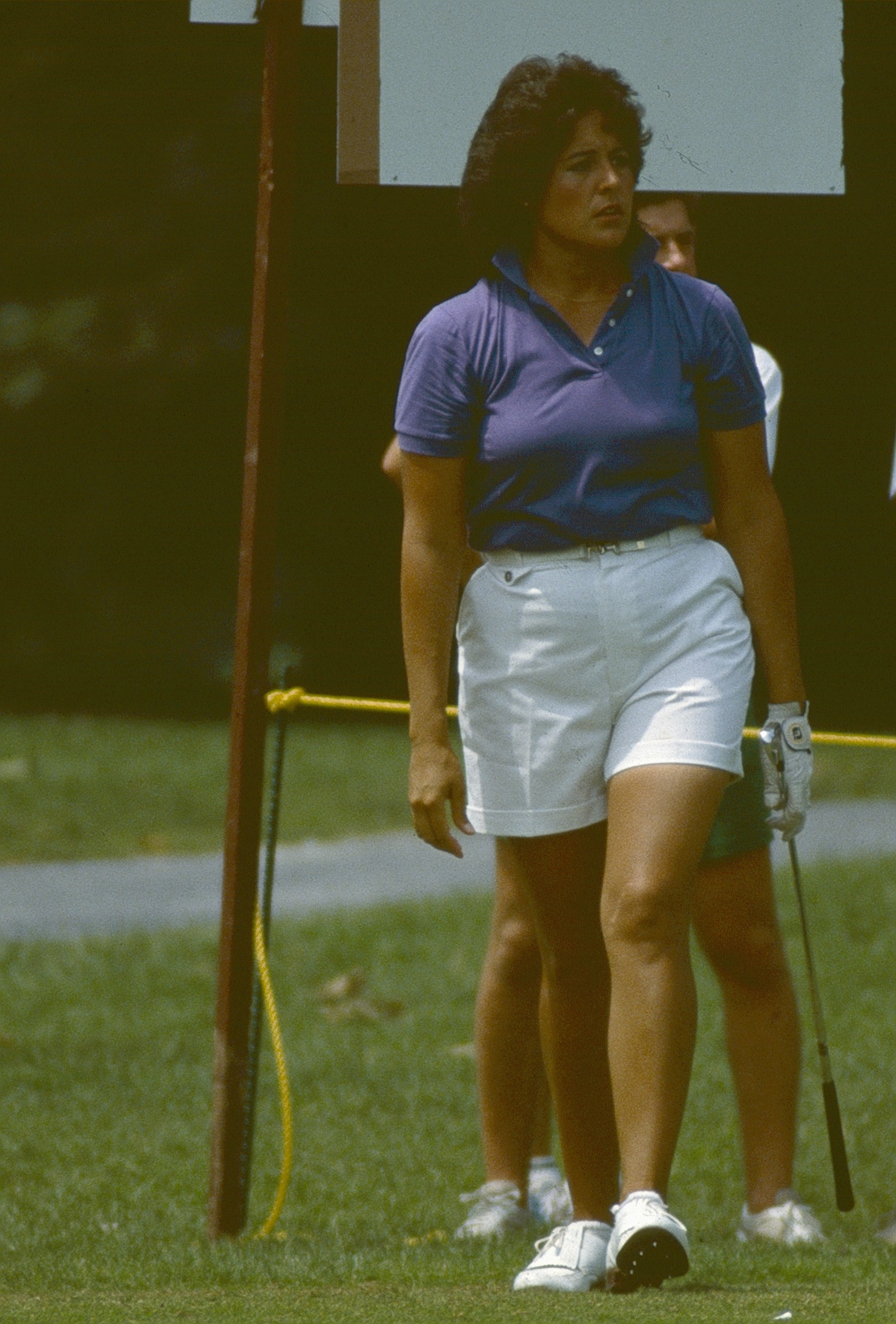
Dès son année de « débutante », Nancy Lopez est désignée « joueuse de l'année de la LPGA » en 1978.

Après plus de vingt d'années d'existence dont le succès tient à ses membres, la LPGA opère un virage plus professionnel dans les années 1970 en embauchant un « commissioner » (un président) en la personne de Ray Volpe en 1975. Celui-ci décide de déplacer le siège d'Atlanta à New York et crée un conseil d'administration. L'objectif est de faire croître grandement le circuit en se rapprochant des lieux des sièges sociaux internationaux. Les dotations subissent ainsi une hausse et de nouvelles golfeuses deviennent des têtes d'affiches, avec Judy Rankin, première golfeuse à remporter plus de 100 000 dollars annuellement, JoAnne Carner par sa longévité sur le circuit, puis Nancy Lopez qui dès son arrivée sur le circuit collectionne les titres. D'autres golfeuses sont aussi mises en valeur avec Amy Alcott et l'Australienne Jan Stephenson.

### Les années 1980: mise en place des qualifications et hausse des dotations
Les années 1980 poursuivent cette croissance avec des dotations croissantes. John D. Laupheimer succède à Volpe en 1982 et sont mis en place des programmes de perfectionnement, d'enseignement et de qualification pour inciter les jeunes filles à opter pour le golf dans les établissements scolaires et universitaires. Cela attire une nouvelle génération de golfeuses symbolisées par Beth Daniel, Betsy King et Patty Sheehan. Le siège social, un temps au Texas, est finalement établi en Floride à la fin des années 1980.

### Les années 1990 vers des sommets et internationalisation du circuit
Les années 1990 sont un grand bouleversement pour le circuit qui s'ouvre de plus en plus aux étrangères. Après le succès de la Japonaise Ayako Okamoto en 1987, le circuit va voir dans les années 1990 se succéder de nombreuses golfeuses non-américaines avec Annika Sörenstam, Laura Davies et Karrie Webb. Le record de gains annuels dépasse le million de dollars à partir de 1996. De 14 millions d'euros en 1989, les dotations annuelles atteignent 25 millions de dollars en 1996.

### Les années 2020: brutal arrêt dû à la pandémie avant un redémarrage spectaculaire
La saison 2020, après quatre tournois disputés, est brutalement interrompue par la pandémie de Covid-19. Les tournois entre mi-février et août sont tous annulés et reportés en fin de saison ou à la saison 2021. Le LPGA Tour redémarre en août avec trois tournois disputés, mais d'autres annulations interviennent en cette fin d'année. Ainsi, sur une saison où trente-cinq tournois étaient programmés, seuls dix-sept tournois ont pu se disputer dont le tournoi majeur Championnat Amundi Evian.

## Tournois du circuit LPGA
La plupart des tournois du circuit LPGA (LPGA Tour) se tient aux États-Unis.
Cinq tournois majeurs de la LPGA dominent le calendrier de ce circuit, ils composent ce qu'on nomme le grand chelem :
| États-Unis             | États-Unis                | États-Unis       | Royaume-Uni        | France                      |
| ---------------------- | ------------------------- | ---------------- | ------------------ | --------------------------- |
| Le Championnat Chevron | Le Championnat de la LPGA | L'Open américain | L'Open britannique | Le Championnat Amundi Evian |
|                        |                           |                  |                    |                             |

Trois de ces tournois majeurs se disputent aux États-Unis, l'Open britannique se déroule au Royaume-Uni et le Championnat Amundi Evian en France.
Outre les cinq tournois du Grand Chelem, les tournois de catégorie winner sont les plus importants. Ils sont au nombre de cinq : quatre se jouent aux États-Unis et le dernier au Canada, sur un parcours différent à chaque édition. Les tournois winner proposent un minimum de deux millions de dollars de prix et les joueuses qui remportent ces épreuves sont directement qualifiées pour le LPGA Playoffs de fin de saison.

## Présence internationale
Dès sa création en 1950, le circuit de la LPGA fut dominé par les golfeuses américaines. La Canadienne Sandra Post devient en 1968 la première non-ressortissante des États-Unis à obtenir sa carte LPGA pour disputer les tournois sur ce circuit. Cependant, la situation d'aujourd'hui est bien différente, car si jusqu'en 1993 une seule non américaine a remporté le classement des gains, la japonaise Ayako Okamoto en 1987, depuis une seule Américaine a remporté le classement, Stacy Lewis en 2014. Un autre reflet de cette tendance est le palmarès des tournois majeurs entre 2000 et 2006 où, sur 28 tournois du grand chelem joués, 22 furent remportés par des golfeuses qui ne sont pas originaires des États-Unis. En 2008, 121 golfeuses non américaines participent à ce circuit, dont 45 Sud-Coréennes, 15 Suédoises, 11 Australiennes, 9 Britanniques et 6 Canadiennes.

## Le personnel de la ligue

### Direction de la ligue

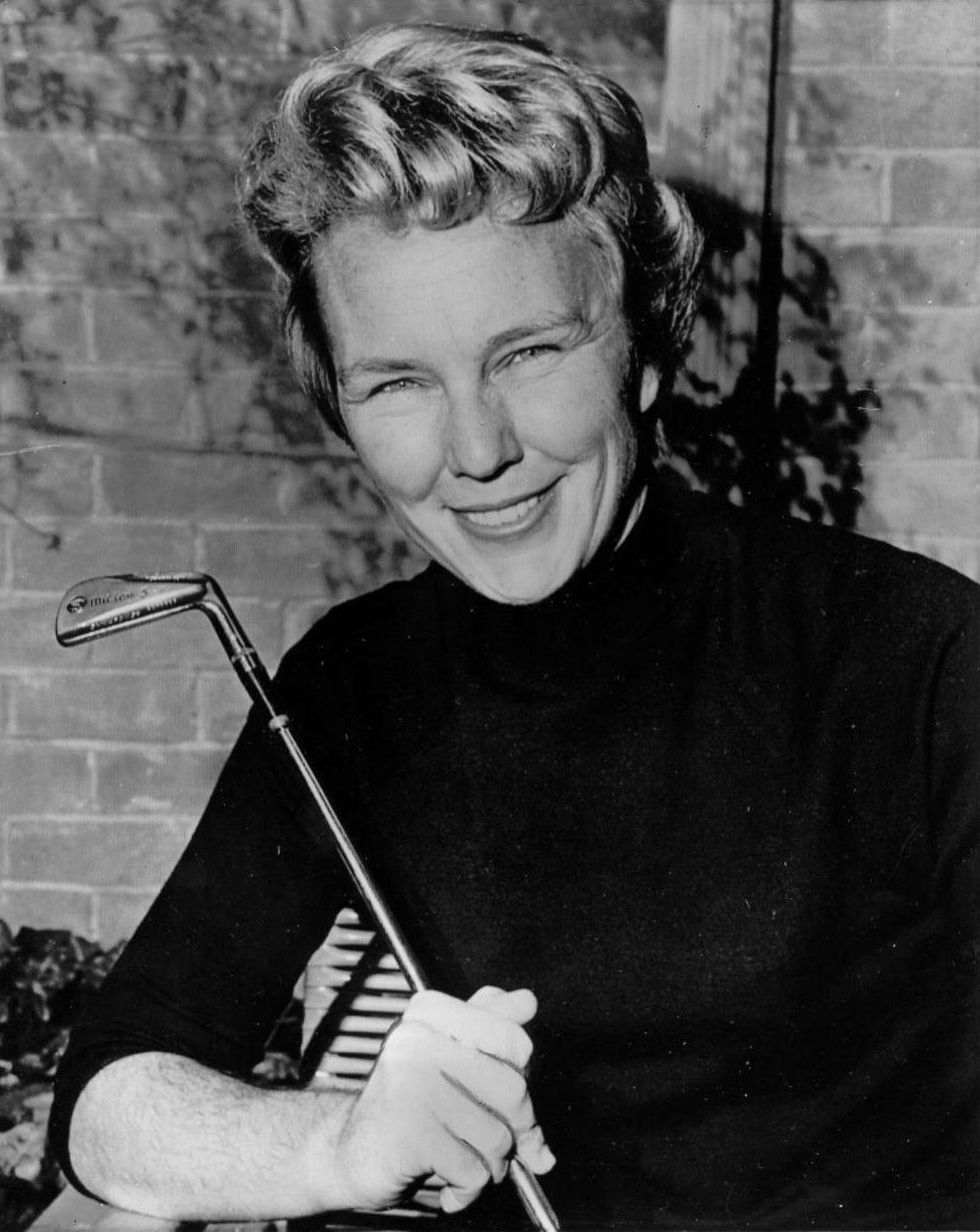
Au début des années 1960, la golfeuse Mickey Wright est présidente de la LPGA.

Liste des présidents et commissaires (commissioners selon l'expression anglaise) de la LPGA :
- Patty Berg, présidente de 1950 à 1952
- Louise Suggs, présidente de 1955 à 1957
- Marilynn Smith, présidente de 1958 à 1960
- Mickey Wright, présidente de 1961 à 1962
- Kathy Whitworth, présidente
- Carol Mann, présidente de 1973 à 1975

En 1975, l'organisation subit une profonde transition, passant d'une organisation gérée par les joueuses en une entreprise moderne en nommant un commissaire à sa tête.
- Ray Volpe, commissaire de juillet 1975 à avril 1982
- John Laupheimer, commissaire d'avril 1982 à juillet 1988
- William Blue, commissaire de novembre 1988 à  novembre 1990
- Charles Mechem, commissaire de janvier 1991 à décembre 1995
- Jim Ritts, commissaire de janvier 1996 à 1999
- Ty Votaw, commissaire de 1999 à 2005
- Carolyn Bivens, commissaire de 2005 à 2009
- Michael Whan, commissaire de janvier 2010 à mai 2021
- Mollie Marcoux, commissaire de mai 2021 à janvier 2025
- Liz Moore, commissaire de janvier 2025 à aujourd'hui

## Palmarès

Logo du Logo du Ladies Professional Golf Association de 1992 à 2007.

Le tableau ci-dessous recense différents prix. La première colonne est la récompense désignant la meilleure joueuse de la saison au regard d'un barème de performance, la seconde colonne est le classement par gains, la troisième colonne est le « Trophée Vare » récompensant la golfeuse ayant la moyenne de score la plus basse de la saison, et enfin la quatrième colonne désigne la meilleure débutante de la saison.
Le classement déterminant la meilleure joueuse de l'année LPGA est introduit en 1966. Les points sont distribués selon le tableau ci-dessous. Les points sont doublés pour les tournois majeurs.
| Place | Points    | Place | Points   |
| 1re   | 30 points | 6e    | 5 points |
| 2e    | 12 points | 7e    | 4 points |
| 3e    | 9 points  | 8e    | 3 points |
| 4e    | 7 points  | 9e    | 2 points |
| 5e    | 6 points  | 10e   | 1 point  |

| Année | Meilleure joueuse «Player of the Year» | Classement des gains | Classement des gains | Trophée Vare         | Meilleure débutante |
| Année | Meilleure joueuse «Player of the Year» | Vainqueur            | Dotation (US$)       | Trophée Vare         | Meilleure débutante |
| 1950  |                                        | Babe Zaharias        | 14 800 $             |                      |                     |
| 1951  |                                        | Babe Zaharias (2)    | 15 087 $             |                      |                     |
| 1952  |                                        | Betsy Rawls          | 14 505 $             |                      |                     |
| 1953  |                                        | Louise Suggs         | 19 816 $             | Patty Berg           |                     |
| 1954  |                                        | Patty Berg           | 16 011 $             | Babe Zaharias        |                     |
| 1955  |                                        | Patty Berg (2)       | 16 492 $             | Patty Berg (2)       |                     |
| 1956  |                                        | Marlene Hagge        | 20 235 $             | Patty Berg (3)       |                     |
| 1957  |                                        | Patty Berg (3)       | 16 272 $             | Louise Suggs         |                     |
| 1958  |                                        | Beverly Hanson       | 12 639 $             | Beverly Hanson       |                     |
| 1959  |                                        | Betsy Rawls (2)      | 26 774 $             | Betsy Rawls          |                     |
| 1960  |                                        | Louise Suggs (2)     | 16 892 $             | Mickey Wright        |                     |
| 1961  |                                        | Mickey Wright        | 22 236 $             | Mickey Wright (2)    |                     |
| 1962  |                                        | Mickey Wright (2)    | 21 641 $             | Mickey Wright (3)    | Mary Mills          |
| 1963  |                                        | Mickey Wright (3)    | 31 269 $             | Mickey Wright (4)    | Clifford Ann Creed  |
| 1964  |                                        | Mickey Wright (4)    | 29 800 $             | Mickey Wright (5)    | Susie Maxwell       |
| 1965  |                                        | Kathy Whitworth      | 28 658 $             | Kathy Whitworth      | Margie Masters      |
| 1966  | Kathy Whitworth                        | Kathy Whitworth (2)  | 33 517 $             | Kathy Whitworth (2)  | Jan Ferraris        |
| 1967  | Kathy Whitworth (2)                    | Kathy Whitworth (3)  | 32 937 $             | Kathy Whitworth (3)  | Sharron Moran       |
| 1968  | Kathy Whitworth (3)                    | Kathy Whitworth (4)  | 48 379 $             | Carol Mann           | Sandra Post         |
| 1969  | Kathy Whitworth (4)                    | Carol Mann           | 49 152 $             | Kathy Whitworth (4)  | Jane Blalock        |
| 1970  | Sandra Haynie                          | Kathy Whitworth (5)  | 30 235 $             | Kathy Whitworth (5)  | JoAnne Carner       |
| 1971  | Kathy Whitworth (5)                    | Kathy Whitworth (6)  | 41 181 $             | Kathy Whitworth (6)  | Sally Little        |
| 1972  | Kathy Whitworth (6)                    | Kathy Whitworth (7)  | 65 063 $             | Kathy Whitworth (7)  | Jocelyne Bourassa   |
| 1973  | Kathy Whitworth (7)                    | Kathy Whitworth (8)  | 82 864 $             | Judy Rankin          | Laura Baugh         |
| 1974  | JoAnne Carner                          | JoAnne Carner        | 87 094 $             | JoAnne Carner        | Jan Stephenson      |
| 1975  | Sandra Palmer                          | Sandra Palmer        | 76 374 $             | JoAnne Carner (2)    | Amy Alcott          |
| 1976  | Judy Rankin                            | Judy Rankin          | 150 734 $            | Judy Rankin (2)      | Bonnie Lauer        |
| 1977  | Judy Rankin (2)                        | Judy Rankin (2)      | 122 890 $            | Judy Rankin (3)      | Debbie Massey       |
| 1978  | Nancy Lopez                            | Nancy Lopez          | 189 814 $            | Nancy Lopez          | Nancy Lopez         |
| 1979  | Nancy Lopez (2)                        | Nancy Lopez (2)      | 197 814 $            | Nancy Lopez (2)      | Beth Daniel         |
| 1980  | Beth Daniel                            | Beth Daniel          | 231 000 $            | Amy Alcott           | Myra Blackwelder    |
| 1981  | JoAnne Carner (2)                      | Beth Daniel (2)      | 206 998 $            | JoAnne Carner (3)    | Patty Sheehan       |
| 1982  | JoAnne Carner (3)                      | JoAnne Carner (2)    | 310 400 $            | JoAnne Carner (4)    | Patti Rizzo         |
| 1983  | Patty Sheehan                          | Patty Sheehan (3)    | 291 404 $            | JoAnne Carner (5)    | Stephanie Farwig    |
| 1984  | Betsy King                             | Betsy King           | 266 771 $            | Patty Sheehan        | Juli Inkster        |
| 1985  | Nancy Lopez (3)                        | Nancy Lopez (3)      | 416 472 $            | Nancy Lopez (3)      | Penny Hammel        |
| 1986  | Pat Bradley                            | Pat Bradley          | 492 021 $            | Pat Bradley          | Jody Rosenthal      |
| 1987  | Ayako Okamoto                          | Ayako Okamoto        | 466 034 $            | Betsy King           | Tammie Green        |
| 1988  | Nancy Lopez (4)                        | Sherri Turner        | 350 851 $            | Colleen Walker       | Liselotte Neumann   |
| 1989  | Betsy King (2)                         | Betsy King (2)       | 654 123 $            | Beth Daniel          | Pam Wright          |
| 1990  | Beth Daniel (2)                        | Beth Daniel (3)      | 863 578 $            | Beth Daniel (2)      | Hiromi Kobayashi    |
| 1991  | Pat Bradley (2)                        | Pat Bradley (2)      | 763 118 $            | Pat Bradley (2)      | Brandie Burton      |
| 1992  | Dottie Mochrie                         | Dottie Mochrie       | 693 335 $            | Dottie Mochrie       | Helen Alfredsson    |
| 1993  | Betsy King (3)                         | Betsy King (3)       | 595 992 $            | Betsy King (2)       | Suzanne Strudwick   |
| 1994  | Beth Daniel (3)                        | Laura Davies         | 687 201 $            | Beth Daniel (3)      | Annika Sörenstam    |
| 1995  | Annika Sörenstam                       | Annika Sörenstam     | 666 533 $            | Annika Sörenstam     | Pat Hurst           |
| 1996  | Laura Davies                           | Karrie Webb          | 1 002 000 $          | Annika Sörenstam (2) | Karrie Webb         |
| 1997  | Annika Sörenstam (2)                   | Annika Sörenstam (2) | 1 236 789 $          | Karrie Webb          | Lisa Hackney        |
| 1998  | Annika Sörenstam (3)                   | Annika Sörenstam (3) | 1 092 748 $          | Annika Sörenstam (3) | Pak Se-ri           |
| 1999  | Karrie Webb                            | Karrie Webb (2)      | 1 591 959 $          | Karrie Webb (2)      | Mi-Hyun Kim         |
| 2000  | Karrie Webb (2)                        | Karrie Webb (3)      | 1 876 853 $          | Karrie Webb (3)      | Dorothy Delasin     |
| 2001  | Annika Sörenstam (4)                   | Annika Sörenstam (4) | 2 105 868 $          | Annika Sörenstam (4) | Han Hee-won         |
| 2002  | Annika Sörenstam (5)                   | Annika Sörenstam (5) | 2 863 904 $          | Annika Sörenstam (5) | Beth Bauer          |
| 2003  | Annika Sörenstam (6)                   | Annika Sörenstam (6) | 2 029 506 $          | Pak Se-ri            | Lorena Ochoa        |
| 2004  | Annika Sörenstam (7)                   | Annika Sörenstam (7) | 2 544 707 $          | Grace Park           | Ahn Shi-hyun        |
| 2005  | Annika Sörenstam (8)                   | Annika Sörenstam (8) | 2 588 240 $          | Annika Sörenstam (6) | Paula Creamer       |
| 2006  | Lorena Ochoa                           | Lorena Ochoa         | 2 592 872 $          | Lorena Ochoa         | Lee Seon-hwa        |
| 2007  | Lorena Ochoa (2)                       | Lorena Ochoa (2)     | 4 364 994 $          | Lorena Ochoa (2)     | Angela Park         |
| 2008  | Lorena Ochoa (3)                       | Lorena Ochoa (3)     | 2 754 660 $          | Lorena Ochoa (3)     | Yani Tseng          |
| 2009  | Lorena Ochoa (4)                       | Jiyai Shin           | 1 807 334 $          | Lorena Ochoa (4)     | Jiyai Shin          |
| 2010  | Yani Tseng                             | Choi Na-yeon         | 1 871 166 $          | Choi Na-yeon         | Azahara Muñoz       |
| 2011  | Yani Tseng (2)                         | Yani Tseng           | 2 921 713 $          | Yani Tseng           | Seo Hee-kyung       |
| 2012  | Stacy Lewis                            | Inbee Park           | 2 287 080 $          | Inbee Park           | Ryu So-yeon         |
| 2013  | Inbee Park                             | Inbee Park (2)       | 2 456 619 $          | Stacy Lewis          | Moriya Jutanugarn   |
| 2014  | Stacy Lewis (2)                        | Stacy Lewis          | 2 539 039 $          | Stacy Lewis (2)      | Lydia Ko            |
| 2015  | Lydia Ko                               | Lydia Ko             | 2 800 802 $          | Inbee Park (2)       | Kim Sei-young       |
| 2016  | Ariya Jutanugarn                       | Ariya Jutanugarn     | 2 550 928 $          | Chun In-gee          | Chun In-gee         |
| 2017  | Sung Hyun Park Ryu So-yeon             | Park Sung-hyun       | 2 335 883 $          | Lexi Thompson        | Sung Hyun Park      |
| 2018  | Ariya Jutanugarn (2)                   | Ariya Jutanugarn (2) | 2 743 949 $          | Ariya Jutanugarn     | Ko Jin-young        |
| 2019  | Ko Jin-young                           | Ko Jin-young         | 2 743 949 $          | Ko Jin-young         | Lee Jeong-eun       |
| 2020  | Kim Sei-young                          | Ko Jin-young (2)     | 1 667 925 $          | Danielle Kang        | -                   |
| 2021  | Ko Jin-young (2)                       | Ko Jin-young (3)     | 3 502 161 $          | Lydia Ko             | Patty Tavatanakit   |
| 2022  | Lydia Ko (2)                           | Lydia Ko (2)         | 4 364 403 $          | Lydia Ko (2)         | Atthaya Thitikul    |
| 2023  | Lilia Vu                               | Lilia Vu             | 3 502 303 $          | Atthaya Thitikul     | Ryu Hae-ran         |
| 2024  | Nelly Korda                            | Atthaya Thitikul     | 6 059 309 $          | Ayaka Furue          | Mao Saigo           |

## Historique du LPGA Tour
| Année | Nombre de tournois officiels | Nombre de pays accueillant la LPGA | Nombre de tournois aux États-Unis | Nombre de tournois hors des États-Unis | Total des gains ($) |
| ----- | ---------------------------- | ---------------------------------- | --------------------------------- | -------------------------------------- | ------------------- |
| 1950  | 15                           | 1                                  | 15                                | 0                                      | 50 000 $            |
| 1960  | 23                           | 1                                  | 23                                | 0                                      | 186 700 $           |
| 1970  | 21                           | 1                                  | 21                                | 0                                      | 435 040 $           |
| 1980  | 38                           | 3                                  | 36                                | 2                                      | 5 150 000 $         |
| 1990  | 34                           | 5                                  | 31                                | 4                                      | 17 100 000 $        |
| 1999  | 38                           | 5                                  | 34                                | 4                                      | 36 200 000 $        |
| 2004  | 32                           | 6                                  | 27                                | 5                                      | 42 875 000 $        |
| 2005  | 32                           | 7                                  | 25                                | 7                                      | 45 100 000 $        |
| 2006  | 33                           | 8                                  | 25                                | 8                                      | 50 275 000 $        |
| 2007  | 31                           | 8                                  | 23                                | 8                                      | 54 285 000 $        |
| 2008  | 34                           | 8                                  | 24                                | 10                                     | 60 300 000 $        |
| 2009  | 28                           | 9                                  | 18                                | 10                                     | 47 600 000 $        |
| 2010  | 24                           | 10                                 | 14                                | 10                                     | 41 400 000 $        |
| 2011  | 23                           | 11                                 | 13                                | 10                                     | 41 500 000 $        |
| 2012  | 27                           | 12                                 | 15                                | 12                                     | 47 000 000 $        |
| 2013  | 28                           | 14                                 | 14                                | 14                                     | 48 900 000 $        |
| 2014  | 32                           | 14                                 | 17                                | 15                                     | 57 550 000 $        |
| 2015  | 31                           | 14                                 | 17                                | 14                                     | 59 100 000 $        |
| 2016  | 33                           | 14                                 | 18                                | 15                                     | 63 000 000 $        |
| 2017  | 34                           | 15                                 | 17                                | 17                                     | 67 650 000 $        |
| 2018  | 33                           | 13                                 | 19                                | 14                                     | 66 950 000 $        |
| 2019  | 32                           | 12                                 | 20                                | 12                                     | 70 200 000 $        |
| 2020  | 18                           | 3                                  | 14                                | 4                                      | 41 300 000 $        |
| 2021  | 30                           | 7                                  | 23                                | 7                                      | 69 200 000 $        |
| 2022  | 32                           | 9                                  | 23                                | 9                                      | 93 900 000 $        |
| 2023  | 32                           | 11                                 | 21                                | 11                                     | 102 350 000 $       |
| 2024  | 33                           | 11                                 | 22                                | 11                                     | 117 550 000 $       |
| 2025  | 33                           | 12                                 | 22                                | 11                                     | 131 000 000 $       |